# Ma'alefa'ak
Ma'alefa'ak (también conocido como Malefic y Malefic Jones) es un supervillano ficticio que aparece en los libros publicados por DC Comics, generalmente representado como el archienemigo de su hermano gemelo, el superhéroe Detective Marciano. Creado por el escritor John Ostrander y el artista Tom Mandrake, el personaje apareció por primera vez en Martian Manhunter (vol. 2) # 0 (octubre de 1998).
El personaje aparece en la película animada de 2012 Justice League: Doom, en la que da la voz por Carl Lumbly. El personaje aparece en la quinta temporada de Supergirl después de aparecer en el final de la cuarta temporada interpretado y expresado por Phil LaMarr.

## Historial de publicaciones
El personaje aparece por primera vez en una secuencia de flashback en Martian Manhunter (vol. 2) # 0 (octubre de 1998) y en una historia con el mismo título en los números 3 a 6 (febrero-mayo de 1999) del escritor John Ostrander y el artista Tom Mandrake.

## Biografía ficticia
Ma'alefa'ak, nativo del planeta Marte, es el hermano gemelo y archienemigo de J'onn J'onnz, el Detective Marciano. Llevado a creer que era el único miembro de la raza marciana nacido sin telepatía y sin debilidad por el fuego, Ma'alefa'ak fue despojado de esta habilidad y su memoria se borró cuando violó mentalmente a la esposa de J'onn, M'yri'ah. Sintiéndose excluido debido a sus diferencias genéticas percibidas, Ma'alefa'ak diseñó una trampa mortal para el resto de su raza llamada "La maldición de H'ronmeer". Cuando los marcianos intentaron usar sus habilidades telepáticas para comunicarse entre sí o con la Gran Mente, serían víctimas de una plaga de fuego y literalmente se quemarían hasta morir.
Con su raza destruida y el Detective Marciano teletransportado a la Tierra en contra de su voluntad (J'onn había escapado de la infección por el virus al sellar su mente del resto de su gente), Ma'alefa'ak vivió solo en Marte durante siglos. Al enterarse de que J'onn todavía vivía, Ma'alefa'ak lo siguió a la Tierra. Haciéndose pasar por J'onn, Ma'alefa'ak luchó contra varios miembros de la Liga de la Justicia y torturó a Jemm, antes de confrontar a J'onn directamente, buscando destruir la reputación de J'onn antes de matarlo. Sin embargo, J'onn pudo derrotar a Ma'alefa'ak borrando el bloqueo telepático, devolviendo así las habilidades telepáticas y la fobia al fuego de Ma'alefa'ak. Atrapado en la nave muy cerca del sol, y sin experiencia con las barreras telepáticas que otros marcianos habían podido desarrollar a lo largo de los años para protegerlos en casos similares, un Ma'alefa'ak aterrorizado solo podía mirar mientras lo consumían por el calor ardiente.
En septiembre de 2011, The New 52 reinició la continuidad de DC. En esta nueva línea de tiempo, Ma'alefa'ak se reintrodujo en una historia de 2015 en la que los supervivientes marcianos nacidos en la Tierra de la muerte masiva de la raza marciana construyen un arma para infiltrarse y ayudar a esclavizar la Tierra.

## Poderes y habilidades
Ma'alefa'ak posee habilidades similares a las del  Detective Marciano y todos los demás Marcianos Verdes. El personaje tiene niveles sobrehumanos de fuerza, resistencia, velocidad y durabilidad. Otras habilidades básicas incluyen "visión marciana" (proyectar rayos de energía desde sus ojos). El control completo de su estructura molecular también le permite a Ma'alefa'ak cambiar de forma, regenerarse y utilizar la invisibilidad e intangibilidad. Ma'alefa'ak también posee telequinesis, y originalmente poseía telepatía, aunque esta habilidad fue eliminada por el Consejo de Marte. 
Aunque los marcianos pueden debilitarse por el fuego y sufrir pirofobia ("La maldición de H'ronmeer"), Ma'alefa'ak no compartía esta debilidad debido a la eliminación de sus habilidades telepáticas. Cuando el Detective Marciano eliminó el bloqueo telepático inculcado por el Consejo, Ma'alefa'ak recuperó sus habilidades telepáticas, pero también fue una vez más susceptible al fuego, su vulnerabilidad más fuerte que la del Marciano Verde estándar debido a su falta de experiencia en resistir las llamas. 

## En otros medios

### Televisión
- Ma'alefa'ak aparece en la tercera temporada de Young Justice, con la voz de Benjamin Diskin. Esta versión del personaje es M'Comm M'orzz, el hermano menor de M'gann y, por tanto, un marciano blanco. Su pasado le ha hecho sentir que los marcianos blancos están constantemente oprimidos por los marcianos verdes y rojos (al primero de los cuales describe como "un grupo supersticioso y cobarde"), y al verlos como sus enemigos, usa el nombre "Ma'alefa'ak" (una criatura temida por los marcianos verdes en Marte) para infundir terror en ellos. En el episodio "Away Mission", Ma'alefa'ak (haciéndose pasar por Orión) ataca las colmenas de insectos nativos en Nuevo Génesis en un intento de hacer que los Bugs hagan la guerra a los Nuevos Dioses a cambio de que él gane apoyo para su revolución marciana blanca. Después de que M'gann le revele su identidad, es derrotado en una batalla psíquica con ella, pero logra escapar mientras jura venganza contra Forager por interferir con sus planes.
- Malefic J'onzz aparece en el final de la cuarta temporada de Supergirl, con la voz de Phil LaMarr, mientras que su forma infantil es interpretada por Marcello Guedes como un niño y su forma adolescente es interpretada por Domonique Robinson. El Monitor lo libera de un lugar desconocido y lo deja suelto en la Tierra-38 para vengarse de su hermano J'onn J'onzz. En el episodio "Event Horizon", Malefic se infiltra en un museo como una niña llamada Mallory (interpretada por Ellexis Wejr) en un grupo turístico para obtener algo de tecnología kryptoniana. Después de asumir brevemente la forma de un tiranosaurio y luchar contra Supergirl y Detective Marciano, Malefic se escapa. Luego usa la tecnología kryptoniana para hacer un proyector de la Zona Fantasma y liberar a Midnight de la Zona Fantasma. Después de que Midnight fue derrotado, Malefic se enfrenta a Detective Marciano donde son destrozados cuando intentan acercarse el uno al otro. Martian Manhunter es capaz de superar el bloqueo colocado por algunos de sus recuerdos y descubrir que Malefic traicionó a los marcianos verdes durante la guerra civil y ayudó a los marcianos blancos a matar a los de su propia especie. Para eso, el consejo lo envió a la Zona Fantasma y borró su memoria de la conciencia colectiva. Malefic luego trató de recopilar información de Alex Danvers, haciéndose pasar por su novia Kelly (Azie Tesfai), pero a la mitad de la conversación, Alex descubrió que algo no estaba bien y después de una pelea con Supergirl, el alienígena se fue de nuevo. Malefic luego hizo un atentado contra la vida de Kelly Olsen haciéndose pasar por un hombre llamado Pete Andrews (interpretado por Sean Astin). Este complot fue frustrado por Detective Marciano, lo que provocó la retirada de Malefic.

### Película
- Ma'alefa'ak aparece en Justice League: Doom (2012), con la voz de Carl Lumbly.[4] Ma'alefa'ak, junto con Bane, Star Sapphire, Metallo, Amo de los Espejos y Cheetah son contratados por Vándalo Salvaje por un total de $690 millones para matar a sus respectivos archienemigos en la Liga de la Justicia. Ma'alefa'ak se disfraza de atractiva mujer humana y envenena al Detective Marciano con carbonato de magnesio, un veneno que el Detective suda de su cuerpo y que Ma'alefa'ak usa para prenderle fuego. Más tarde, el marciano se une a los planes genocidas de Vándalo para destruir hasta dos tercios de la población de la Tierra en un plan para dominar el mundo y bautizarse a sí mismos como Legión del Mal. Pronto estalla una pelea entre la Legión y la Liga donde Ma'alefa'ak y el Detective Marciano asumen la forma de varios animales alienígenas para luchar de manera bastante uniforme hasta que el Detective Marciano se salga de la pelea para dejar a Ma'alefa'ak presumiblemente a morir en el fuego de un misil.

### Varios
- Ma'alefa'ak aparece como un marciano blanco en Batman: The Brave and the Bold # 18 (agosto de 2010).